# Kersey (Colorado)
Kersey es un pueblo ubicado en el condado de Weld en el estado estadounidense de Colorado. En el Censo de 2010 tenía una población de 1.454 habitantes y una densidad poblacional de 461,67 personas por km².

## Geografía
Kersey se encuentra ubicado en las coordenadas 40°23′15″N 104°33′57″O / 40.38750, -104.56583. Según la Oficina del Censo de los Estados Unidos, Kersey tiene una superficie total de 3.15 km², de la cual 3.15 km² corresponden a tierra firme y (0%) 0 km² es agua.

## Demografía
Según el censo de 2010, había 1.454 personas residiendo en Kersey. La densidad de población era de 461,67 hab./km². De los 1.454 habitantes, Kersey estaba compuesto por el 87.41% blancos, el 0% eran afroamericanos, el 1.17% eran amerindios, el 0.21% eran asiáticos, el 0.07% eran isleños del Pacífico, el 9.35% eran de otras razas y el 1.79% pertenecían a dos o más razas. Del total de la población el 27.37% eran hispanos o latinos de cualquier raza.